# Biserica „Nașterea Maicii Domnului” din Molovata
Biserica „Nașterea Maicii Domnului” este o biserică amplasată în Molovata, raionul Dubăsari, Republica Moldova. Este un monument arhitectural de importanță națională inclus în Registrul monumentelor Republicii Moldova ocrotite de stat cu nr. 435 (raionul Dubăsari). Datează din 1912.